# 不留记录即时通讯
不留记录即时通讯（Off-the-Record Messaging，縮寫為OTR）是一種安全協議，為即時通訊提供加密保護。OTR使用128bit長度的高级加密标准（AES）對稱密鑰加密保護，1536bits的迪菲－赫尔曼密钥交换（D-H）與SHA-1函數。在加密與驗證機制之外，OTR同時提供前向保密（Forward secrecy）功能。

## 外部連結
- OTR專案官網 （页面存档备份，存于）
- 協定文件（页面存档备份，存于）